# Новопавлівка (станція)
Новопавлівка (рос. Новопавловка) — станція Читинського регіону Забайкальської залізниці Росії, розташована на дільниці Заудинський — Каримська між станціями Тарбагатай (відстань — 10 км) і Толбага (8 км). Відстань до ст. Заудинський — 179 км, до ст. Каримська — 466 км.